# بيني دانيلز (لاعب كرة قاعدة)
بيني دانيّلز (بالإنجليزية: Bennie Daniels)‏ هو لاعب كرة قاعدة أمريكي، ولد في 17 يونيو 1932 في توسكالوسا في الولايات المتحدة.

## وصلات خارجية
- بيني دانيّلز على موقع دوري كرة القاعدة الرئيسي (الإنجليزية)
- بيني دانيّلز على موقعبيزبول رفرنس.كوم (الدوري الرئيسي) (الإنجليزية)
- بيني دانيّلز على موقعبيزبول رفرنس.كوم (الدوري الثانوي) (الإنجليزية)
- بيني دانيّلز على موقع جمعية أبحاث البيسبول الأمريكية (الإنجليزية)
- بيني دانيّلز على موقع إي إس بي إن.كوم (أم.أل.بي) (الإنجليزية)
- بيني دانيّلز على موقع مشجعي الرسوم البيانية (الإنجليزية)